# Soultz-sous-Forêts
Soultz-sous-Forêts település Franciaországban, Bas-Rhin megyében. Lakosainak száma 3125 fő (2022. január 1.). Soultz-sous-Forêts Cleebourg, Drachenbronn-Birlenbach, Hoffen, Keffenach, Kutzenhausen, Lampertsloch, Lobsann, Memmelshoffen, Betschdorf, Retschwiller és Surbourg községekkel határos.

## Népesség
A település népessége az elmúlt években az alábbi módon változott:
| Lakosok száma | 3035 | 3127 | 3208 | 3177 | 3186 | 3190 | 3169 | 3147 | 3125 |
|               | 2013 | 2015 | 2016 | 2017 | 2018 | 2019 | 2020 | 2021 | 2022 |